# روبن سوبرینو
روبن سوبرینو (انگلیسی: Rubén Sobrino؛ زادهٔ ۱ ژوئن ۱۹۹۲) بازیکن فوتبال اهل اسپانیا است.
از باشگاه‌هایی که در آن بازی کرده‌است می‌توان به باشگاه فوتبال رئال مادرید سی، باشگاه فوتبال دپورتیوو آلاوس، باشگاه فوتبال رئال مادرید، باشگاه فوتبال ژیرونا، باشگاه فوتبال رئال مادرید کاستیا، باشگاه فوتبال پومفرادینا، باشگاه فوتبال منچستر سیتی، باشگاه فوتبال کادیس، و باشگاه فوتبال والنسیا اشاره کرد.
وی همچنین در تیم‌های ملی فوتبال زیر ۱۷ سال اسپانیا، زیر ۱۸ سال اسپانیا، و زیر ۱۹ سال اسپانیا بازی کرده‌است.